# Kasserota ustulata
Kasserota ustulata är en insektsart som först beskrevs av Stsl 1863.  Kasserota ustulata ingår i släktet Kasserota och familjen Lophopidae. Inga underarter finns listade i Catalogue of Life.